# Münchener Burschenschaft Franco-Bavaria
Die Münchener Burschenschaft Franco-Bavaria ist eine farbentragende, pflichtschlagende Studentenverbindung in München. Die Burschenschaft führt ihr Bestehen auf die Gründung des Allgemeinen Polytechnischen Verbands am 2. März 1860 zurück.

## Geschichte
Die Münchener Burschenschaft Franco-Bavaria entstand am 22. November 1997 durch einen Zusammenschluss der drei Münchener Burschenschaften P.C.-Apollo, Guelfia und Babenbergia in der Deutschen Burschenschaft (DB).
Am 9. Februar 2013 trat Franco-Bavaria aus der DB aus. Am 15. Februar 2014 wurde sie Mitglied des Schwarz-Roten Verbandes.

### Burschenschaft P.C.-Apollo
Die Münchener Burschenschaft P.C.-Apollo entstand am 29. Mai 1970 durch den Zusammenschluss der Münchener Burschenschaft Apollo mit der Münchener Burschenschaft P.C.-Franco-Bavaria; die Farben der alten Apollo wurden beibehalten. Bis 1984 nannte sich der Bund Vereinigte Münchener Burschenschaft P.C.-Apollo und bezog das Haus der Franco-Bavaria in der Kaulbachstrasse. 1997 fusionierte sie dann zur Burschenschaft Franco-Bavaria.

#### Burschenschaft Apollo
Die Burschenschaft Apollo wurde am 1. Februar 1865: als „Gesellschaft Apollo“ im Apollo-Saal der Flößerwirtschaft „Grüner Baum“ in München gegründet. Zweck der Gesellschaft war „gemütliche Unterhaltung auf Kneipen, Pflege des Gesanges, gemeinschaftliche Ausflüge und zeitweilige Veranstaltungen größerer Festlichkeiten“. Am 1. Juni 1867 wurde sie in „Studentengesellschaft Apollo“ umbenannt; „Zweck der Gesellschaft ist gesellige Unterhaltung und Pflege des Gesangs.“ Ab 10. Juli 1877 nannte sie sich „Studentenverbindung Apollo“ und führte das Lebensbundprinzip ein. Im Wintersemester 1879/80 war die Apollo Mitgründerin des „Allgemeinen Studentenausschusses“ in München – weitere Gründungsmitglieder waren: Akademischer Turnverein, Pharmazeutischer Verein, Bamberger Verein, Brunsvigia, Danubia, Ratisbona, Akademischer Gesangverein (AGV).
1887 wurde beschlossen, kein Couleur zu tragen. Am 18. Juni 1900 war die Apollo Gründungsmitglied des „Verbands nichtfarbentragender Corporationen mit unbedingter Satisfaktion“ (V.N.C.), am 30. August 1908 des „Schwarzen Verbands“ (S.V.) bzw. ab 1911 „Rothenburger Erster Convent“.
1919 traten etliche Apolloniden in die Freikorps ein, um die Münchener Räterepublik niederzuschlagen. Am 1. September 1919 wurde die Apollo Mitglied im neugegründeten „Rothenburger Verband schwarzer Verbindungen“ (R.V.S.V.). In den Nachkriegsjahren wurde eine Berufszentrale zur Vermittlung von Arbeitsplätzen an Verbindungsmitglieder gegründet und die Statuten überarbeitet: „Die Verbindung verlangt von ihren Mitgliedern studentisch-ehrenvolles Betragen und deutsch-vaterländische Gesinnung“. Am 14. Juni 1920 wurde das „arische Prinzip“ für Neuzugänge in die Statuten aufgenommen. Am 31. Oktober 1922 wurde das Ehrenmal am Waldfriedhof zur Erinnerung an die im Ersten Weltkrieg gefallenen Bundesbrüder eingeweiht.
Am 19. Juli 1933 trat die Apollo in die Deutsche Burschenschaft (DB) ein. Im Oktober 1933 erfolgte die „Gewährung des ehrenvollen Austritts“ an fünf Philister, die nach dem Erlass der Reichsregierung vom 1. Oktober 1933 aus rassischen Gründen zu entlassen seien. Aus Empörung traten weitere 12 Philister aus. 1935 wird die Apollo als Kameradschaft dem NSDStB unterstellt und am 8. Februar 1936 folgt die Selbstauflösung. Im WS 1938/39 treten 200 Bundesbrüder der Kameradschaft Sepp Innerkofler bei. Das Verbindungshaus in der Adelgundenstraße wird an die Kameradschaft übergeben und 1940 verkauft. Veranstaltungen finden nun in Räumen in der Herzogspitalstraße 21 statt. Während des Krieges änderte die Kameradschaft Sepp Innerkofler ihren Namen mit Genehmigung der Reichsstudentenführung in Kameradschaft Bayerland.
Nach dem Zweiten Weltkrieg wird die Apollo am 15. Juni 1951 in die Deutsche Burschenschaft (DB) aufgenommen und 1954 das neue Haus in der Pfisterstraße 9 bezogen. Im gleichen Jahr werden zwei Pflichtmensuren für alle Mitglieder obligatorisch. Teile der Altherrenschaft der Großdeutschen Landsmannschaft Bayern (1931 als waffenstudentische Verbindung aus dem Umfeld der KBStV Rhaetia gegründet) und der durch diese betreuten Kameradschaft Karl Laforce schließen sich der Apollo an. 1959 erfolgt ein Umzug in den 3. Stock der Orlandostraße 3. 1970 fusioniert die Apollo mit der Burschenschaft P.C.-Franco-Bavaria zur P.C.-Apollo.

#### Burschenschaft P.C.-Franco-Bavaria
Die Münchener Burschenschaft P.C.-Franco-Bavaria wurde am 2. März 1860 unter dem Namen Allgemeiner Polytechnischer Verband gegründet und benannte sich am 22. Februar 1891 in Studentenverbindung Polytechnischer Club um. 1910 wurde die Verbindung in den Schwarzen Verband aufgenommen, dem sie – einschließlich der Nachfolgeverbände – bis 1931 angehörte. Seit Januar 1931 trug die Verbindung den Namen Pecesia, den sie im November 1931 mit dem Eintritt in die Deutsche Burschenschaft ablegte und sich fortan Burschenschaft Franco-Bavaria nannte. Lange Zeit hatte die Franco-Bavaria ihr Heim in Räumlichkeiten des Bavariakellers, die ihr ihr Bundesbruder August Pschorr zur Verfügung gestellt hatte. Nach der Forderung der Reichsstudentenführung, auf den Häusern der Burschenschaften Wohnkameradschaften zu errichten, musste der Bavariakeller verlassen und ein eigenes Haus erworben werden. Das Haus Kaulbachstraße 18 wurde gekauft und am 27. Oktober 1934 bezogen. Während der NS-Zeit bestand sie unter dem Namen Kameradschaft Dietrich Eckart fort. 1970 fusionierte sie dann zur Burschenschaft P.C.-Apollo.

### Burschenschaft Guelfia
Die Münchener Burschenschaft Guelfia wurde am 3. April 1893 als Tafelrunde Allemannia mit den Farben Rot-Weiß-Blau gegründet und nannte sich ab 8. Januar 1898 freie Studentenverbindung Guelfia unter Aufsetzen der Farben Rot-Weiß-Grün. Im Wintersemester 1898/99 wurde sie farbentragend. Sie ging Paukverhältnisse mit der Studentenverbindung Avaria und der freien Landsmannschaft Schyria sowie der freischlagenden Verbindung Cheruscia ein. 1902 wurde der Entschluss gefasst, einem burschenschaftlichen Dachverband beizutreten. Hierfür wurden die Farben geändert in Schwarz-Rot-Gold. Es folgte eine Neugründung der Guelfia als Burschenschaft an der Technischen Hochschule zu München. 1904 wurde sie probeweise, 1905 dann endgültig in den Rüdesheimer Verband deutscher Burschenschaften aufgenommen, der am 4. Januar 1919 mit der Deutschen Burschenschaft verschmolz. Von der Gründung am 20. Januar 1920 bis Juli 1921 gehörte sie dem Kartell Rote Richtung an und gründete am 24. April 1925 zusammen mit der Burschenschaft Thuringia Charlottenburg das Großdeutsche Kartell. Am Ersten Weltkrieg nahmen 111 Mitglieder teil, von denen 19 fielen. Im WS 1930/31 bestand die Guelfia aus 165 Alten Herren und 94 Mitgliedern des aktiven Bundes. In der Zeit des Nationalsozialismus musste sie sich im Sommer 1936 auflösen, bestand aber – gemeinsam mit der Burschenschaft Babenbergia – in Kameradschaftsform unter dem Namen Neumark weiter. Im Zweiten Weltkrieg wurde das Verbindungshaus durch einen Bombenangriff zerstört. 1948/49 wurde die Guelfia rekonstituiert und gründete zusammen mit 68 weiteren Verbindungen die Arbeitsgemeinschaft Deutscher Studentenverbindungen. Die aktiven Mitglieder der vormaligen Kameradschaft Feldherrnhalle wurden in den Altherrenverband der Guelfia übernommen. Am 15. Juni 1950 war die Guelfia auch an der Wiedergründung der Deutschen Burschenschaft beteiligt. 1960 wurde ein neues Haus in der Oberföhringerstraße gekauft, nachdem die Guelfia seit 1952 in der Türkenstraße ein Haus bezogen hatte. 1997 fusionierte sie dann zur Burschenschaft Franco-Bavaria.

### Burschenschaft Babenbergia
Die Münchener Burschenschaft Babenbergia wurde am 3. März 1872 als landsmannschaftliche Studiengemeinschaft ehemaliger Abiturienten des Bamberger Neuen Gymnasiums gegründet. 1880 entstand aus dieser Studiengemeinschaft der Bamberger Verein und 1890 die Freie schlagende Verbindung Babenbergia mit den Farben weiß-rot-blau. Nach 42 Jahren als freie Verbindung trat Babenbergia 1914 in den Rothenburger Ersten-Convent, eine Vereinigung schwarzer Verbindungen, ein, der sich 1919 auflöste und als Rothenburger Verband Schwarzer Verbindungen (RVSV) neu gründete. In den 1920er Jahren konnte ein eigenes Korporationshaus in der Rumfordstraße 34 eingeweiht werden.
1933 fusionierte Babenbergia mit der Forstverbindung Hylesia, trat aus dem RVSV aus und wurde auf dem Burschentag am 17. Dezember 1933 als Münchener Burschenschaft Babenbergia-Hylesia (Farben grün-gold-blau) in die Deutsche Burschenschaft (DB) aufgenommen. 1951 nahm sie die Mitglieder der ehemaligen Wehrschaft Bajuvaria in der DW auf. Seit 1952 bewohnte Babenbergia gemeinsam mit Arminia das Haus Maria-Theresia-Straße 20. Sie fusionierte schließlich 1997 mit Guelfia und Apollo zur Burschenschaft Franco-Bavaria.

## Kartell
Die Münchener Burschenschaft Franco-Bavaria ist seit dem 15. Februar 2014 Mitglied des 1922 in Salzburg gegründeten Kartells Schwarz-Roter Verband, der außerdem noch die Burschenschaft Germania zu Würzburg, die Alte Königsberger Burschenschaft Alemannia in Kiel, die Burschenschaft Hansea-Alemannia zu Hamburg und die Burschenschaft Redaria-Allemannia zu Rostock umfasst.

## Bekannte Mitglieder
Wohl bekanntestes lebendes Mitglied ist Peter Ramsauer, MdB und ehemaliger Bundesminister für Verkehr, Bau und Stadtentwicklung (2009–2013).
- Max Aicher (* 1934), P.C. Apollo, Unternehmer
- Josef Altstötter (1892–1979), Babenbergia, Ministerialdirektor, SS-Oberführer
- Joseph Bäuml (1905–1974), Guelfia, Landrat des Landkreises Eichstätt (NSDAP)
- August Desiderius Graf Basselet de La Rosée (1898–1970), Babenbergia, Präsident des Bayrischen Heimat- und Königsbundes
- Josef Bühler (1904–1948), Babenbergia, Stellvertreter des Generalgouverneurs im Generalgouvernement
- Max Cremer (1865–1935), Franco-Bavaria, Physiologe
- Hermann Dauer (1901–1945), Franco-Bavaria, Jurist und Landrat
- Richard Degen (1872–1945), Apollo, Jurist und Senatspräsident am Bayrischen Obersten Landesgericht
- Herbert Dennert (1902–1994), Guelfia, Oberbergrat
- Hans Deuschl (1891–1953), Apollo, Ärztefunktionär, SS-Oberführer
- Fritz Diekmann (1897–1970), Apollo, Vermessungsrat und Oberregierungsrat
- Anton Dunckern (1905–1985), P.C. Apollo, Rechtsanwalt, SS- und Polizeiführer
- Anton Dyroff (1864–1948), Apollo, Staatsrechtler und Professor an der Ludwig-Maximilians-Universität München
- Gregor Ebner (1892–1974), Apollo, Mediziner und ärztlicher Leiter der Lebensborn-Heime, SS-Oberführer
- Ernst Falkner (1909–1950), Babenbergia, NSDAP-Mitglied, Politiker der Bayernpartei, Bundestagsabgeordneter
- Gottlieb Fauth (1956–2023), P.C. Apollo, Landrat (CSU)
- Murad Ferid (1908–1998), Babenbergia, Rechtswissenschaftler und Hochschullehrer
- Gustav Flügel (1885–1967), Franco-Bavaria, Maschinenbau-Ingenieur und Hochschullehrer
- Heinrich Gröber (1880–1949), Franco-Bavaria, Maschinenbau-Ingenieur und Hochschullehrer
- Karl Hahn (1899–1960), Guelfia, Maschinenbauingenieur, Hochschullehrer
- Gerhard Heimerl (1933–2021), Bauingenieur, Verkehrswissenschaftler, Universitätsprofessor[10]
- Gebhard Himmler (1865–1936), Apollo, Oberstudiendirektor, Pädagoge und Germanist, sowie Vater von Heinrich Himmler
- Heinrich Himmler (1900–1945), Apollo, Reichsführer SS und Chef der Deutschen Polizei, Reichskommissar für die Festigung deutschen Volkstums (ab 1939), Reichsinnenminister (ab 1943) und Befehlshaber des Ersatzheeres (ab 1944). Eintritt am 22. November 1919[11]
- Hermann Höcherl (1912–1989), Babenbergia, NSDAP-Mitglied, Politiker der CSU, 1961–1965 Bundesminister des Innern, 1965–1969 Bundesminister für Ernährung, Landwirtschaft und Forsten[12]
- Johannes Hoppe (1861–1925), Babenbergia, Jurist und Mitglied des Deutschen Reichstags
- Anton Konrad (1883–1955), Guelfia, Richter und Staatssekretär im Kabinett Ehard II
- Lorenz Krapp (1882–1947), Babenbergia, Oberlandesgerichtspräsident, Mitautor der Bayrischen Verfassung
- Anton Löhr (1871–1954), Babenbergia, Verwaltungsjurist, Direktor der Deutschen Reichsbahn
- Ferdinand Mang (* 1978), Mitglied des bayerischen Landtags, AfD
- Otto Merkt (1877–1951), Apollo, Bürgermeister von Kempten, Heimatforscher, Historiker
- Hans Pausch (1908–1991), Babenbergia, Ingenieur und Staatssekretär im Bundespostministerium
- Roman Reiser (1920–2023), Guelfia, Architekt
- Fritz Schäffer (1888–1967), Apollo, Politiker der CSU, erster bayerischer Ministerpräsident, 1949–1957 Bundesfinanzminister, 1957–1961 Bundesjustizminister[13]
- Georg Schätzel (1875–1934), Babenbergia, Jurist, Reichsverkehrsminister und Reichspostminister in der Weimarer Republik
- Albert Wolfgang Schmidt (1891–1943), Franco-Bavaria, Chemiker, Rektor der Technischen Hochschule München
- Lorenz von Seidlein (1856–1935), Babenbergia, Eisenbahnminister des Königreichs Bayern
- Hans Joachim Sewering (1916–2010), Franco-Bavaria, Arzt und ärztlicher Standespolitiker
- Ludwig Siebert (1874–1942), Apollo, SS-Obergruppenführer, bayerischer Ministerpräsident 1933–1942[14]
- Kurt Vetterlein (1910–1990), P.C. Apollo, Leitender Oberpostdirektor, Kryptologe
- Fritz Vilbig (1903–1988), Babenbergia, Physiker
- Josef Vilbig (1874–1956), Babenbergia, Bauingenieur
- Georg Vonficht (1882–1964), Apollo, Bürgermeister der oberbayerischen Stadt Traunstein